# 日本鬚鰨
日本鬚鰨（学名：Paraplagusia japonica），又名牛舌、龍舌、扁魚、皇帝魚、比目魚，俗名日本缨唇牛舌鱼、三线牛舌鱼，为輻鰭魚綱鰈形目鰨亞目舌鳎科鬚鰨屬的鱼类，分布于北达朝鲜及日本北海道南部以及海南、两广大陆沿岸到台湾北侧及浙江等海区等，属于太平洋西北部亚热带及暖温带底层浅海鱼类。其主要栖息于水深100 米上下底多泥沙质海区，體長可達35公分，生活習性不明，可作為食用魚。该物种的模式产地在长崎。